# Batallapa
Batallapa är en ort i Mexiko.   Den ligger i kommunen Guadalupe y Calvo och delstaten Chihuahua, i den västra delen av landet, 1 100 km nordväst om huvudstaden Mexico City. Batallapa ligger 747 meter över havet och antalet invånare är 137.
Terrängen runt Batallapa är kuperad söderut, men norrut är den bergig. Batallapa ligger nere i en dal som går i nord-sydlig riktning. Runt Batallapa är det mycket glesbefolkat, med 6 invånare per kvadratkilometer. Närmaste större samhälle är San Javier de Abajo, 14,8 km väster om Batallapa. I omgivningarna runt Batallapa växer huvudsakligen savannskog.